# McIntosh, Alabama
McIntosh är en ort i Washington County i delstaten Alabama, USA.